# Brama Krakowska (Dolina Prądnika)

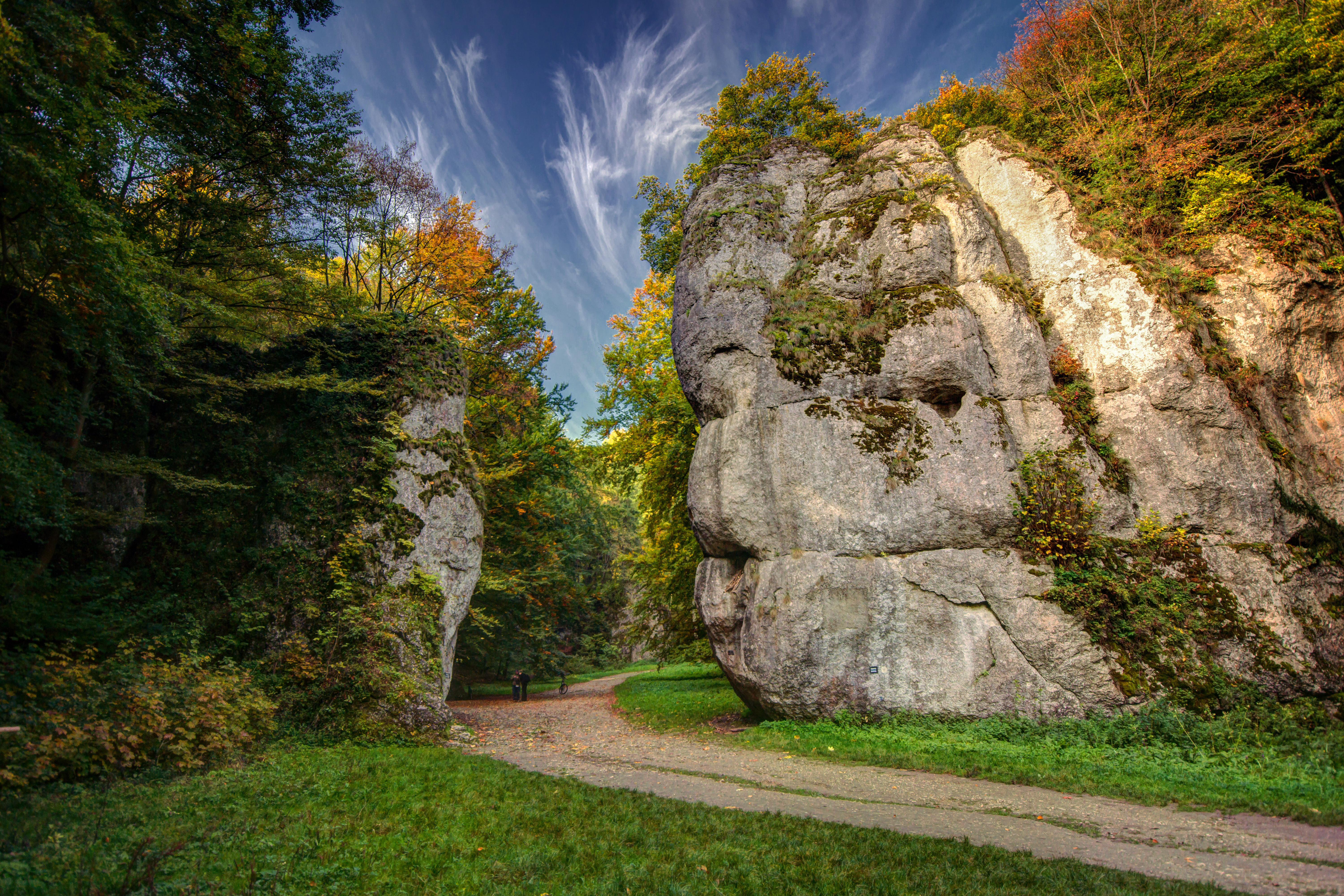
Brama Krakowska jesienią 2014

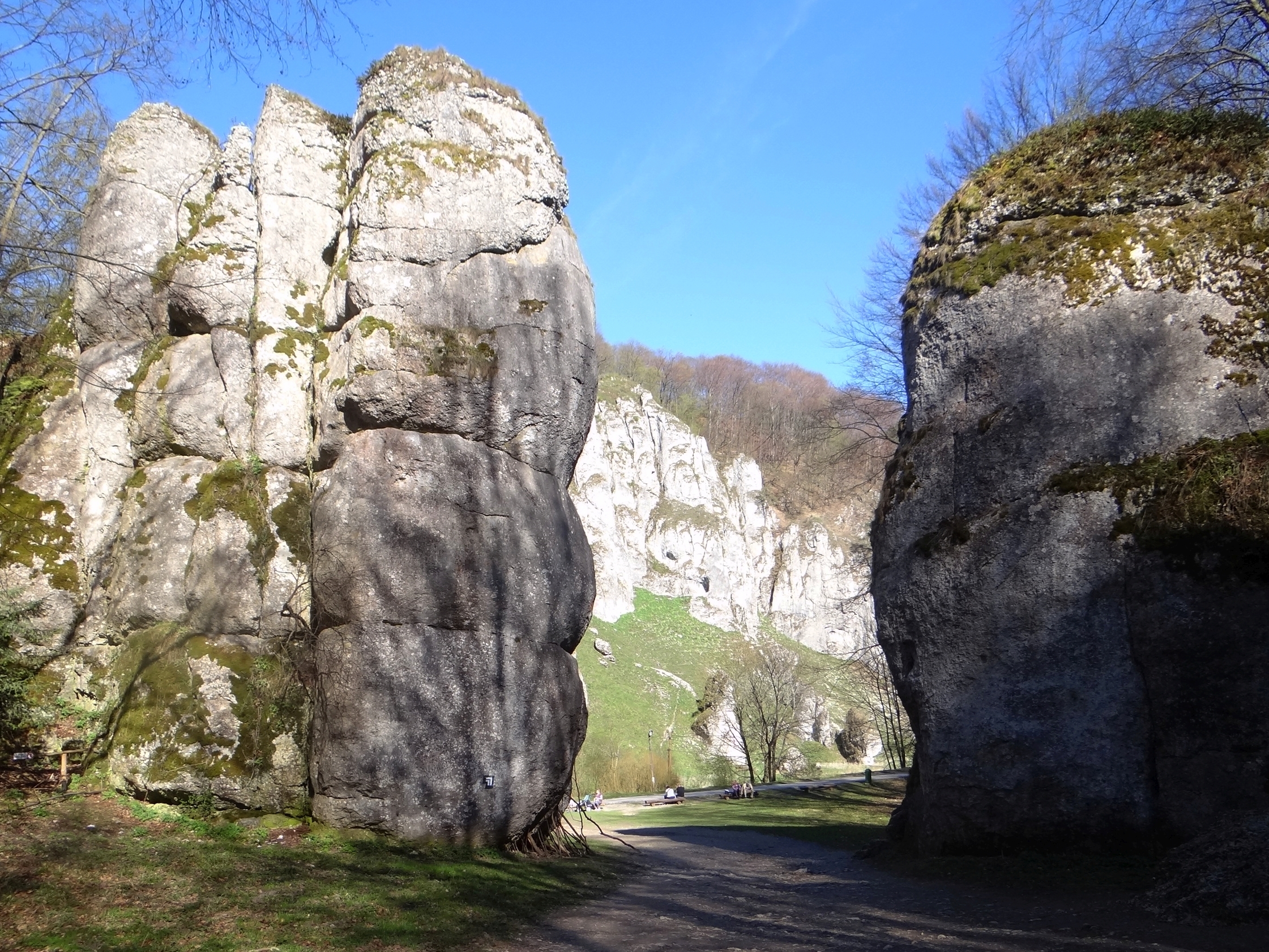
Brama Krakowska z drugiej strony

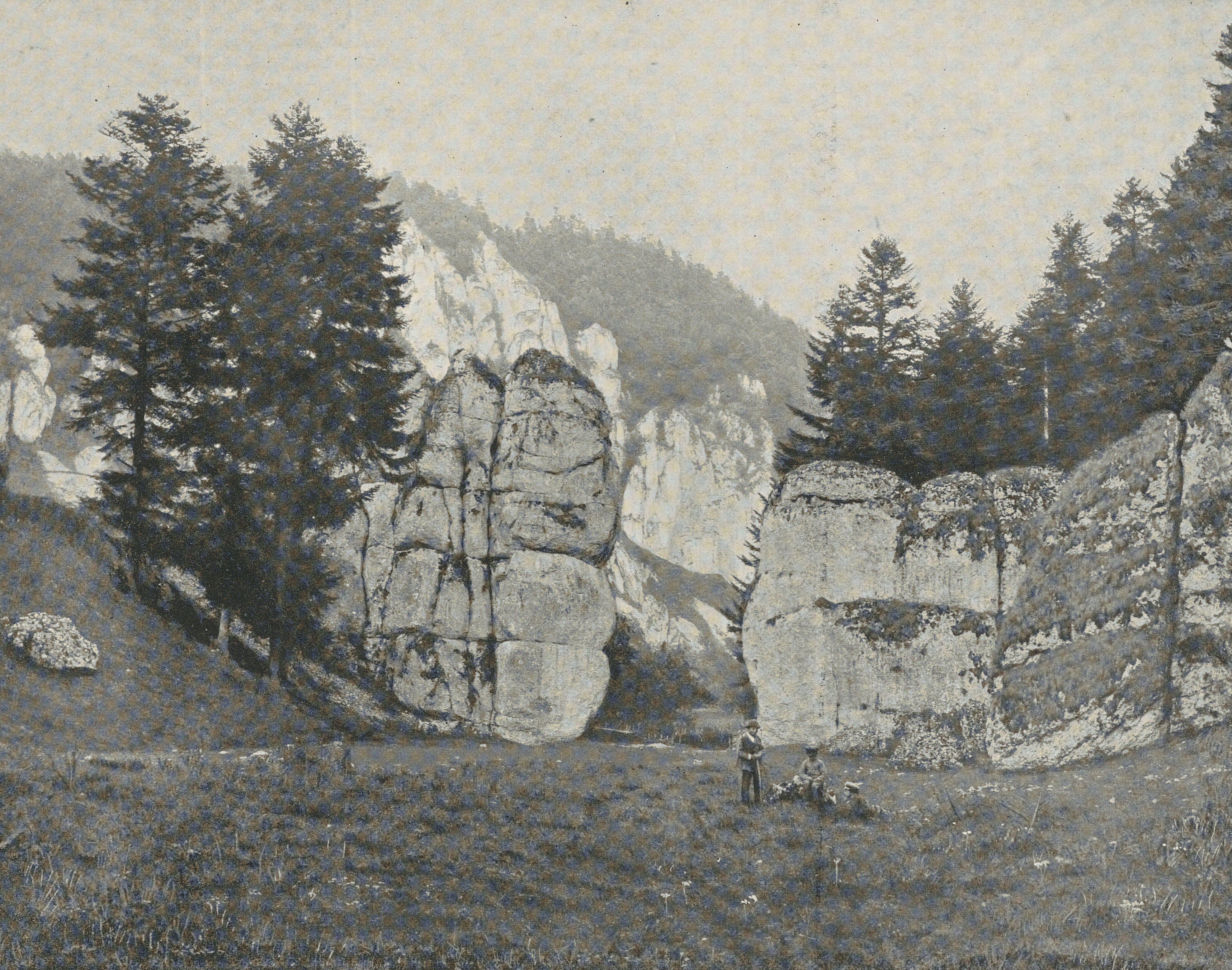
Widok przed 1899

Brama Krakowska – jedna z kilku skalnych bram w Ojcowskim Parku Narodowym. Znajduje się w Dolinie Prądnika i zamyka wylot Wąwozu za Krakowską Bramą do tej doliny. Jest klasycznym przykładem bram skalnych. Jej nazwa wywodzi się od tego, że dawniej drogą przez Dolinę Prądnika biegł szlak handlowy z Krakowa na Śląsk. W 1928 roku wmurowano na niej tablicę pamiątkową z okazji wybudowania nowej drogi z Krakowa do Ojcowa, biegnącej dnem Doliny Prądnika, jednak z powodu protestów przyrodników tablicę usunięto w 1935 roku.
Kolumny Bramy Krakowskiej zbudowane są z odpornych na wietrzenie bloków jurajskich wapieni skalistych o wysokości ok. 15 m, lewa kolumna jest wyższa. Brama powstała w wyniku procesów erozyjnych, które intensywniej zachodziły na spękaniach ciosowych, którymi spływała woda. W dalszych etapach dołączyły się zjawiska krasowe i wietrzenie mechaniczne. W skałach bramy dostrzec można płaszczyzny spękań pionowych oraz poziome powierzchnie uławicenia wapieni. W lewej kolumnie bramy zamontowany jest obrazek Matki Boskiej Częstochowskiej.
Obok Bramy Krakowskiej rosną dwa cisy (nasadzone). Skały tworzące bramę pokrywa murawa kserotermiczna, w której dominuje kostrzewa blada, liczne są też kolonie porostów nadające jej miejscami czarne, białe lub ceglaste wybarwienia. Dawniej przy jednej ze skał bramy wypływało źródło odwadniające dolinę za bramą. Później jego ujście obudowano i przesunięto poniżej drogi, a przewodnicy nadali mu nazwę Źródło Miłości
Bramę Krakowską utrwalił w swoich wierszach Józef Cyra (Sonety Ojcowskie).
W odległości około 100 m od Bramy Krakowskiej (w kierunku Ojcowa) znajduje się przy drodze biegnącej Doliną Prądnika duży schron zwany Jaskinią Krowią.
W 1989 r. w okolicach Bramy Krakowskiej odkryto nowy gatunek ślimaka przodoskrzelnego. Nazwano go niepozorką
ojcowską Falniowskia neglectissima. Prawdopodobnie jest endemitem i ze względu na rzadkość występowania znajduje się Polskiej Czerwonej Księdze Zwierząt.

## Szlaki turystyki pieszej;
czerwony Szlak Orlich Gniazd, odcinek od Sułoszowej przez Dolinę Prądnika do Prądnika Korzkiewskiego,
 niebieski Szlak Warowni Jurajskich, odcinek od Doliny Prądnika, przez wąwóz Ciasne Skałki do Doliny Będkowskiej
 żółty z Wierzchowia przez Dolinę Prądnika, Dolinę Sąspowską i Sąspów do Pieskowej Skały